# Procambarus nechesae
Procambarus nechesae, sometimes called the Neches crayfish, là một loài crustacean trong họ Cambaridae. Nó là loài đặc hữu của Texas and is listed as a species of Least Concern on the Sách Đỏ IUCN.